# Дипоро
Дипоро или Холенища (на гръцки: Δίπορο, катаревуса: Δίπορον, Дипорон, до 1927 година: Χωλένιστα, Холенища) е село в Република Гърция, в дем Гревена, област Западна Македония. Дипоро има население от 119 души (2001).

## География
Селото е разположено на около 35 km югоизточно от град Гревена, от лявата (северната) страна на река Бистрица.

## История

### В Османската империя
В селото е разположена църквата „Свети Николай“, която е от XVI век.
В края на ХІХ век Холенища е гръцко християнско село в нахия Венци на Кожанската каза на Османската империя. Според статистиката на Васил Кънчов през 1900 година в Холенища живеят 196 гърци.
На Етнографската карта на Битолския вилает на Картографския институт в София от 1901 година Холенища е чисто гръцко село в Кожанската каза на Серфидженския санджак с 35 къщи.
Според статистика на Серфидженския санджак на гръцкото консулство в Еласона от 1904 година в Холенища (Χωλένιστα), Гревенска каза, живеят 255 гърци елинофони християни.
По данни на секретаря на Българската екзархия Димитър Мишев („La Macédoine et sa Population Chrétienne“) в 1905 година в Холенища (Holenichta) има 175 гърци.

### В Гърция
През Балканската война в 1912 година в селото влизат гръцки части и след Междусъюзническата в 1913 година Гурунаки влиза в състава на Кралство Гърция.
През 1927 година името на селото е сменено на Дипорон.
Централната селска църква е „Свети Николай“. На 1,5 километра северозападно от селото е параклисът „Света Марина“
Населението произвежда жито, тютюн, овошки и други земеделски култури, като частично се занимава и със скотовъдство.
| Година    | 1913 | 1920 | 1928 | 1940 | 1951 | 1961 | 1971 | 1981 | 1991 | 2001 | 2011 | 2021 |
| --------- | ---- | ---- | ---- | ---- | ---- | ---- | ---- | ---- | ---- | ---- | ---- | ---- |
| Население | 180  | 165  | 168  | 189  | 197  | 274  | 228  | 185  | 139  | 119  | 85   | 66   |